# Miguel Rodríguez Orejuela
Miguel Rodríguez Orejuela (Mariquita, 15 augustus 1943) is een Colombiaans drugscrimineel. Hij leidde samen met zijn broer het Calikartel. De drugsbaron stond bekend onder de bijnaam 'De Heer'.
Na de dood in december 1993 van Pablo Escobar, de leider van het rivaliserende Medellínkartel, waren Rodríguez en zijn broer Gilberto vrijwel monopolisten in de Colombiaanse cocaïnehandel. Het Kartel van Cali was ook de belangrijkste leverancier van cocaïne voor Europa, waarbij Nederlandse havens als prominente punten van invoer werden gebruikt.
In tegenstelling tot het gewelddadige Kartel van Medellín, dat in de jaren 1989/90 een ware terreurcampagne in Colombia hield, probeerde 'Cali' de zaken een respectabel aanzien te geven. De broers Rodríguez investeerden miljarden met de drugshandel verdiende dollars in legitieme zaken zoals apotheken, hotels, benzinestations en supermarkten. Deze zaken dienden op hun beurt weer voor het witwassen van drugswinsten.

## Arrestatie
Zijn broer Gilberto werd op 9 juni 1995 opgepakt. Op 6 augustus 1995 werd Rodriguez Orejuela zelf gearresteerd toen de Colombiaanse Nationale Politie de deur doorbrak van zijn appartement (Hacienda Buenos Aires) in de exclusieve wijk Normandia in Cali en hem vonden, verstopt in een geheime kast. Rodriguez werd verraden door Jorge Salcedo, zijn belangrijkste lijfwacht. Rodriguez Orejuela kwam niet in aanmerking voor uitlevering aan de VS voor misdaden begaan vóór 16 december 1997. Terwijl hij in Colombia werd vastgehouden, bleef Rodriguez Orejuela zich bezighouden met drugshandel. Als gevolg hiervan vroegen de Verenigde Staten om zijn uitlevering.

### Uitlevering
Op 11 maart 2005 werd Rodriguez Orejuela uitgeleverd aan de Verenigde Staten. Zijn broer, Gilberto Rodríguez Orejuela, was al uitgeleverd. Op 26 september 2006 werden zowel Gilberto als Miguel veroordeeld tot 30 jaar gevangenisstraf, nadat ze schuldig hadden bevonden aan beschuldigingen van samenzwering om cocaïne naar de VS te importeren. in ruil voor het akkoord van de Verenigde Staten om geen aanklacht in te dienen tegen hun familieleden. Hun advocaten, David Oscar Markus en Roy Kahn, wisten immuniteit te verkrijgen voor 29 familieleden.
Op 16 november 2006 pleitten de broers schuldig aan één telling van samenzwering om zich bezig te houden met het witwassen van geld. Beiden werden veroordeeld tot nog eens 87 maanden gevangenisstraf. De twee gevangenisstraffen zouden gelijktijdig lopen.
Miguel Rodríguez Orejuela zit zijn straf van 30 jaar uit bij FCI Loretto in Pennsylvania. Zijn broer overleed in de Amerikaanse gevangenis op 31 mei 2022.
- Gemeinsame Normdatei: 131589148
- International Standard Name Identifier: 0000 0001 1441 8369
- Library of Congress Control Number: n2005057092
- Nationale Bibliotheek van Polen: a0000003670140
- Nederlandse Thesaurus van Auteursnamen: 303462205
- Virtual International Authority File: 36327322
- WorldCat: E39PBJyGV9Q9HJPXyypxGfhWDq